# Vučevci
Vučevci falu Horvátországban, Eszék-Baranya megyében. Közigazgatásilag Viskolchoz tartozik.

## Fekvése
Eszéktől légvonalban 29, közúton 32 km-re délnyugatra, Diakovártól 7 km-re északkeletre, községközpontjától 3 km-re délkeletre, Szlavónia középső részén fekszik.

## Története
A település neve a szláv „Vuk” személynévből származik és már a török hódítás előtt is lakott volt. A török 1536-ban szállta meg ezt a vidéket, ezzel egyidejűleg az itteni lakosság elhagyta a települést. A török uralom idején Boszniából pravoszláv vlachok települtek a helyükre, akik a török kiűzése után is helyben maradtak. 1702-ben 11 pravoszláv család lakott a településen, mely a diakovári püspökség birtoka lett. A 18. század folyamán a lakosság száma lassan növekedett. 1756-ban Ćolnić püspök Észak-Boszniából horvát családokat telepített be. 1758-ban a település 20 házában 143 lakos élt. 1803-ban 27 ház állt itt 164 lakossal.
Az első katonai felmérés térképén „Kuchiancze vel. Vuchevcze” néven található. Lipszky János 1808-ban Budán kiadott repertóriumában „Vuchevcze” néven szerepel. Nagy Lajos 1829-ben kiadott művében „Vuchevcze” néven 49 házzal, 126 katolikus és 168 ortodox vallású lakossal találjuk. 1870-ig Bácskából 40 német család települt be, majd a század végéig újabb 12 család.
A településnek 1857-ben 332, 1910-ben 478 lakosa volt. Verőce vármegye Diakovári járásának része volt. Az 1910-es népszámlálás adatai szerint lakosságának 85%-a német, 10%-a horvát, 3%-a szerb anyanyelvű volt. Az első világháború után 1918-ban az új szerb-horvát-szlovén állam, majd később (1929-ben) Jugoszlávia része lett. A partizánok 1944-ben elüldözték a német lakosságot, a helyükre a háború után Imotski vidékéről horvátok települtek. 1991-től a független Horvátországhoz tartozik. 1991-ben lakosságának 84%-a horvát, 11%-a szerb, 4%-a jugoszláv nemzetiségű volt. 2011-ben a falunak 294 lakosa volt.

## Lakossága
| Lakosság változása | Lakosság változása | Lakosság változása | Lakosság változása | Lakosság változása | Lakosság változása | Lakosság változása | Lakosság változása | Lakosság változása | Lakosság változása | Lakosság változása | Lakosság változása | Lakosság változása | Lakosság változása | Lakosság változása | Lakosság változása |
| ------------------ | ------------------ | ------------------ | ------------------ | ------------------ | ------------------ | ------------------ | ------------------ | ------------------ | ------------------ | ------------------ | ------------------ | ------------------ | ------------------ | ------------------ | ------------------ |
| 1857               | 1869               | 1880               | 1890               | 1900               | 1910               | 1921               | 1931               | 1948               | 1953               | 1961               | 1971               | 1981               | 1991               | 2001               | 2011               |
| 332                | 375                | 386                | 429                | 449                | 478                | 501                | 519                | 570                | 533                | 593                | 537                | 458                | 368                | 339                | 294                |

## Nevezetességei
A központban álló római katolikus temploma a viskolci Szent Máté plébánia filiája.

## Oktatás
A településen a semeljci „Josip Kozarac” általános iskola alsó tagozatos területi iskolája működik.

## Sport
NK Vučevci labdarúgóklub

## Egyesületek
DVD Vučevci önkéntes tűzoltóegylet